# Gabriele Salviati
Gabriele Salviati (* 29. März 1910 in Bologna; † 15. Oktober 1987) war ein italienischer Leichtathlet. 
Salviati hatte einen Abschluss in antiker Literatur und Schriften, entwickelte aber eine Leidenschaft für die Leichtathletik und trat mit zwölf Jahren dem Verein Virtus Bologna bei. Nach einigen Erfolgen im Juniorenbereich errang er 1930 bei den italienischen Studentenmeisterschaften in Florenz seinen ersten wichtigen Sieg mit einer Zeit von gerade einmal 11 Sekunden. 1932 nahm er an den Olympischen Spielen in Los Angeles teil und lief die zweite Etappe der 4×100-Meter-Staffel. Gemeinsam mit Giuseppe Castelli, Ruggero Maregatti und Edgardo Toetti gewann er die Bronzemedaille.

## Olympische Erfolge
| Jahr | Veranstaltungsort | Position | Sportart            | Leistung | Verweis |
| ---- | ----------------- | -------- | ------------------- | -------- | ------- |
| 1932 | Los Angeles       | 3. Platz | 4×100-Meter-Staffel | 41,2     | [ 2 ]   |